# Gaillard (Alta Savoia)
Gaillard és un municipi francès situat al departament de l'Alta Savoia i a la regió d'Alvèrnia-Roine-Alps. El 2021 tenia 10.175 habitants.

## Demografia
| 1962 | 1968 | 1975 | 1982 | 1990 | 1999 |
| ---- | ---- | ---- | ---- | ---- | ---- |
| 4568 | 6233 | 9027 | 9079 | 9592 | 9949 |